# Stellatoma rufostrigata
Stellatoma rufostrigata é uma espécie de gastrópode do gênero Stellatoma, pertencente a família Mangeliidae.